# Investigatory Powers Act 2016
L'Investigatory Powers Act 2016 est une loi britannique votée par le Parlement du Royaume-Uni en 2016. Elle porte sur l'extension des pouvoirs des agences de renseignement britannique. 
La loi fait l'objet d'une certaine opposition. Edward Snowden l'a ainsi qualifié d'être l'une des pires législations en termes de renseignement du monde occidental.